# Europese weg 55
De Europese weg 55 of E55 is een weg die door Zweden, Denemarken, Duitsland, Tsjechië, Oostenrijk, Italië en Griekenland loopt. Officieel begint de weg in Finland, maar om praktische redenen is het oude nummer E4 gehandhaafd tussen Tornio en Helsingborg. De weg heeft een lengte van 3305 km.

## Traject
Helsingborg - Helsingør – Kopenhagen – Køge – Vordingborg – Farø (eiland) – Nykøbing Falster – Gedser - met de veerboot naar - Rostock – Berlijn – Lübbenau – Dresden – Teplice – Praag – Tábor – Linz – Salzburg – Villach – Tarvisio – Udine – Palmanova – Mestre – Ravenna – Cesena – Rimini – Fano – Ancona – Pescara – Canosa di Puglia – Bari – Brindisi - met de veerboot naar - Igoemenitsa – Preveza – Agrinion – Patras – Pyrgos – Kalamáta.

### Denemarken
Vanaf het Zweedse Helsingborg vertrekken veerboten naar Helsingør. In Denemarken loop de weg van Helsingør via Kopenhagen, Køge en Nykøbing Falster naar Gedser. De E47 volgt het grootste deel van de route, maar blijft de autosnelweg volgen, terwijl de E55 afslaat richting Nykøbing Falster. Het Deense deel van de E55 bestaat uit de volgende autosnelwegen:
- Helsingørmotorvejen, tussen Helsingør en Kopenhagen
- Motorring 3, een ringweg van Kopenhagen
- Køge Bugt Motorvejen, tussen Kopenhagen en Køge
- Sydmotorvejen, tussen Køge en Nykøbing Falster

Daarna loopt de weg over niet-autosnelwegen naar Nykøbing Falster en Gedser. Vanaf daar vertrekken veerboten naar het Duitse Rostock.

## Nationale wegnummers
De E55 loopt met de volgende nationale wegnummers.
| Nummer      | Tracé                                       |
| Zweden      | Zweden                                      |
| ----------- | ------------------------------------------- |
|             | Helsingborg - Denemarken                    |
| Denemarken  |                                             |
|             | Zweden - Duitsland                          |
| Duitsland   |                                             |
|             | Denemarken - Dreieck Wittstock/Dosse        |
|             | Dreieck Wittstock/Dosse - Berlin            |
|             | Berlin - Schönefelder Kreuz                 |
|             | Schönefelder Kreuz - Dreieck Dresden-Nord   |
|             | Dreieck Dresden-Nord - Dreieck Dresden-West |
|             | Dreieck Dresden-West - Tsjechië             |
| Tsjechië    |                                             |
| 8           | Duitsland - Praha                           |
| 1           | Praha - Mirošovice                          |
| 3           | Mirošovice - Oostenrijk                     |
| Oostenrijk  |                                             |
|             | Tsjechië - Freistadt                        |
|             | Freistadt - Unterweitersdorf                |
|             | Unterweitersdorf - Knoten Linz              |
|             | Linz - Salzburg                             |
|             | Salzburg - Villach                          |
|             | Villach - Italië                            |
| Italië      |                                             |
|             | Oostenrijk - Palmanova                      |
|             | Palmanova - Mestre                          |
|             | Tangenziale di Mestre                       |
|             | Mestre - Ravenna                            |
|             | Ravenna                                     |
|             | Ravenna - Cesena                            |
|             | Cesena - Bari                               |
|             | Bari - Brindisi                             |
| Griekenland |                                             |
| 18          | Ladochori - Aktion                          |
|             | Aktion - Amfilochia                         |
|             | Amfilochia - Ovrya                          |
| 9           | Ovrya - Kalo Nero                           |
|             | Kalo Nero - Kalivia                         |
|             | Kalivia - Kalamáta                          |